# Diana Ross Presents the Jackson 5
Diana Ross Presents the Jackson 5 ist das Debütalbum der US-amerikanischen Band The Jackson Five. Neben der Band selbst ist das Album nach Diana Ross benannt, welche die Band im Auftrag von Motown Records den Medien vorstellte.

## Titelliste
1. Zip-A-Dee-Doo-Dah (3:13)
2. Nobody (2:50)
3. I Want You Back (3:01)
4. Can You Remeber (3:08)
5. Standing In the Shadows of Love (4:03)
6. You’ve Changed (3:13)
7. My Cherie Amour (3:42)
8. Who’s Loving You (4:04)
9. Chained (2:51)
10. (I Know) I’m Losing You (2:16)
11. Stand! (2:36)
12. Born to Love You (2:27)[1]

## Chartplatzierungen

### Album
| Jahr | Titel                             | Höchstplatzierung, Gesamtwochen, AuszeichnungChartplatzierungen (Jahr, Titel, Platzierungen, Wochen, Auszeichnungen, Anmerkungen) | Höchstplatzierung, Gesamtwochen, AuszeichnungChartplatzierungen (Jahr, Titel, Platzierungen, Wochen, Auszeichnungen, Anmerkungen) | Höchstplatzierung, Gesamtwochen, AuszeichnungChartplatzierungen (Jahr, Titel, Platzierungen, Wochen, Auszeichnungen, Anmerkungen) | Höchstplatzierung, Gesamtwochen, AuszeichnungChartplatzierungen (Jahr, Titel, Platzierungen, Wochen, Auszeichnungen, Anmerkungen) | Höchstplatzierung, Gesamtwochen, AuszeichnungChartplatzierungen (Jahr, Titel, Platzierungen, Wochen, Auszeichnungen, Anmerkungen) | Höchstplatzierung, Gesamtwochen, AuszeichnungChartplatzierungen (Jahr, Titel, Platzierungen, Wochen, Auszeichnungen, Anmerkungen) | Anmerkungen                             |
| Jahr | Titel                             | DE | AT | CH | UK | US | R&B | Anmerkungen                             |
| ---- | --------------------------------- | --- | --- | --- | --- | --- | --- | --------------------------------------- |
| 1969 | Diana Ross Presents The Jackson 5 | — | — | — | UK16 (4 Wo.)UK | US5 (32 Wo.)US | R&B1 (33 Wo.)R&B | Erstveröffentlichung: 18. Dezember 1969 |

grau schraffiert: keine Chartdaten aus diesem Jahr verfügbar

### Singles
| Jahr | Titel Album                                       | Höchstplatzierung, Gesamtwochen, AuszeichnungChartplatzierungen (Jahr, Titel, Album, Platzierungen, Wochen, Auszeichnungen, Anmerkungen) | Höchstplatzierung, Gesamtwochen, AuszeichnungChartplatzierungen (Jahr, Titel, Album, Platzierungen, Wochen, Auszeichnungen, Anmerkungen) | Höchstplatzierung, Gesamtwochen, AuszeichnungChartplatzierungen (Jahr, Titel, Album, Platzierungen, Wochen, Auszeichnungen, Anmerkungen) | Höchstplatzierung, Gesamtwochen, AuszeichnungChartplatzierungen (Jahr, Titel, Album, Platzierungen, Wochen, Auszeichnungen, Anmerkungen) | Höchstplatzierung, Gesamtwochen, AuszeichnungChartplatzierungen (Jahr, Titel, Album, Platzierungen, Wochen, Auszeichnungen, Anmerkungen) | Höchstplatzierung, Gesamtwochen, AuszeichnungChartplatzierungen (Jahr, Titel, Album, Platzierungen, Wochen, Auszeichnungen, Anmerkungen) | Anmerkungen                                                                        |
| Jahr | Titel Album                                       | DE | AT | CH | UK | US | R&B | Anmerkungen                                                                        |
| ---- | ------------------------------------------------- | --- | --- | --- | --- | --- | --- | ---------------------------------------------------------------------------------- |
| 1969 | I Want You Back Diana Ross Presents the Jackson 5 | — | — | — | UK2 Platin · (13 Wo.)UK | US1 Platin · (19 Wo.)US | R&B1 (25 Wo.)R&B | Erstveröffentlichung: Oktober 1969 B-Seite: Who’s Loving You Verkäufe: + 1.200.000 |